# Irek Zinnourov
Irek Khaïdarovitch Zinnourov (en russe : Ирек Хайдарович Зиннуров), né le 11 janvier 1969 à Iakoutsk, est un joueur de water-polo russe (d'ethnie tatar).
Il remporte la médaille d'argent lors des Jeux olympiques de 2000 à Sydney, et celle de bronze à ceux de 2004 à Athènes.